# جشن آب

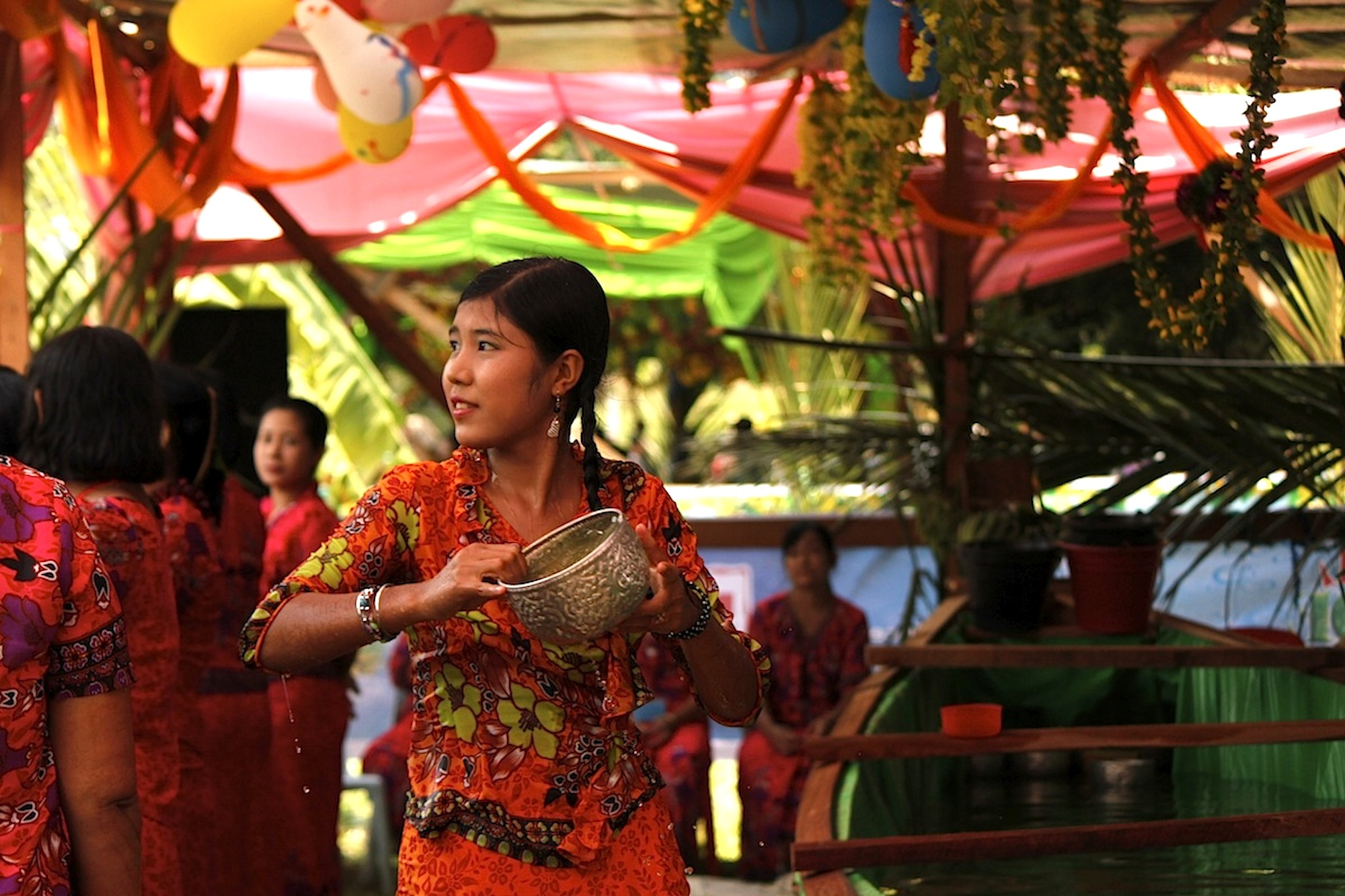
یک دختر راخین، شادی کنان در جشن آب تینگیان سال نو ۲۰۱۱ میانمار در یانگون، میانمار در حال آب پاشیدن است

جشن آب (انگلیسی: Water Festival) بخشی از جشن‌های سال نو است که در کشورهای جنوب شرق آسیا همچون کامبوج، لائوس، میانمار و تایلند و هم چنین مردم دای در چین برگزار می‌شود. این جشن بخشی از جشن کامل سال نو خورشیدی در جنوب و جنوب شرق آسیا است. مردم کشورهای غربی، این جشن را «فستیوال آب» می‌نامند، زیرا مشاهده می‌کنند که افراد به عنوان بخشی از آیین تطهیر سازی استقبال از سال نو سونگکران، آب را به روی یکدیگر می‌ریزند یا می‌پاشند. به‌طور معمول، افراد به نشانه احترام گذاشتن به آرامی آب را به روی یکدیگر می‌پاشند ولی به خاطر اینکه سال نو در گرم‌ترین ماه در جنوب شرق آسیا اتفاق می‌افتد، بسیاری از افراد روی غریبه‌ها و مسافران داخل خودرو در این مراسم پرشور، تا جایی که امکان دارد آب می‌پاشند. این آب پاشیدن نشانه دعای خیر و آرزوهای خیر برای طرف مقابل است. در این جشن اعتقاد بر این است که هرچیز کهنه و فرسوده باید دور انداخته شود، در غیر این صورت برای مالکش بدشانسی به بار خواهد آورد.

## بر حسب ناحیه
برگزاری جشن در سراسر سرزمین اصلی جنوب شرقی آسیا رایج است و در هر کشور از آن با نام‌های مختلف همچون پی‌مای (Peemai) یا سونگکران (سال نو) در تایلند و لائوس، چول چنَم تمِی (Chaul Chnam Thmey) در کامبوج و تین‌جان (Thingyan) در ویتنام از آن یاد می‌شود.